# Lala Rup Chand
Lala Rup Chand (* 15. Juni 1900 in Lahore; † 1966) war ein indischer Jurist und Diplomat.

## Leben
Lala Rup Chand war ein Sohn von Rao Bahadur Ram Saran Dass, Companion des Order of the Indian Empire (* 26. November 1876) einer der wohlhabendsten Männer des Punjab.
Seine Hindufamilie hatte in Lahore ein Vermögen mit dem Trennen von Samen aus der Baumwolle erworben. Er studierte Rechtswissenschaft und übte den Beruf des Barrister aus. Seit seiner frühen Jugend war er begeisterter Pilot und flog im Deutschen Reich und Großbritannien.
Von 1934 bis 1939 war er Sekretär des Flying Club in Lahore. Am 26. April 1938 wurde er Eigner einer Percival Vega Gull.
Von 1939 bis 1943 wurde er bei der Royal Indian Air Force beschäftigt. Am 20. September 1947 wurde zum Wing commander ehrenhalber ernannt. Von Januar 1946 bis August 1948 vertrat er den Punjab in der Rajya Sabha.
Vom 24. April 1948 bis 1952 war er Botschafter in Kabul.